# Oratoire de Ceignac
L'oratoire de Ceignac est un oratoire situé en France sur la commune de Calmont-de-Plancatge, dans le département de l'Aveyron en région Occitanie.
Il fait l'objet d'une inscription au titre des monuments historiques depuis le 24 octobre 1977.

## Localisation
L'oratoire est situé sur la commune de Calmont-de-Plancatge, dans le département français de l'Aveyron.

## Historique
L'édifice, érigé au 17e siècle, est inscrit au titre des monuments historiques en 1977.